# オランジュのローマ劇場とその周辺及び「凱旋門」
オランジュのローマ劇場とその周辺及び「凱旋門」（オランジェのローマげきじょうとそのしゅうへんおよびがいせんもん）は、南フランスプロヴァンス＝アルプ＝コート・ダジュール地域圏ヴォクリューズ県の町オランジュにある、ユネスコの世界遺産。特に劇場は他の都市の同種の遺跡に比べて保存状態がよいことで知られている。

## ローマ劇場
古代劇場 (Théâtre antique) とも呼ばれる。1世紀、アウグストゥスの治世下で建造されたものであり、1951年に3.55メートルのアウグストゥス像も発見された。この像は、現在はもともと置かれていた場所と推測される壁龕に納められている。この劇場の収容人数は8000人から10000人程度だったと推測されている。
4世紀には劇場は放棄されて廃墟となったが、中世には防衛拠点としても用いられた。
1825年からはプロスペル・メリメの発案による修復計画が着手され、建築家シモン＝クロード・コンスタン＝デュフーに委託された。
1869年からは毎年夏に芸術祭が開催されている。当初「ローマ祭」(fêtes romaines) と名付けられていた祭りは1902年にコレジー (Chorégies d'Orange) と改称され、現在に引き継がれている（コレジーはギリシャ語で「舞踏」などの意味）。

## 劇場地区
劇場周辺の劇場地区 (le quartier du Théâtre) からは祭壇が発見されている。

## 凱旋門

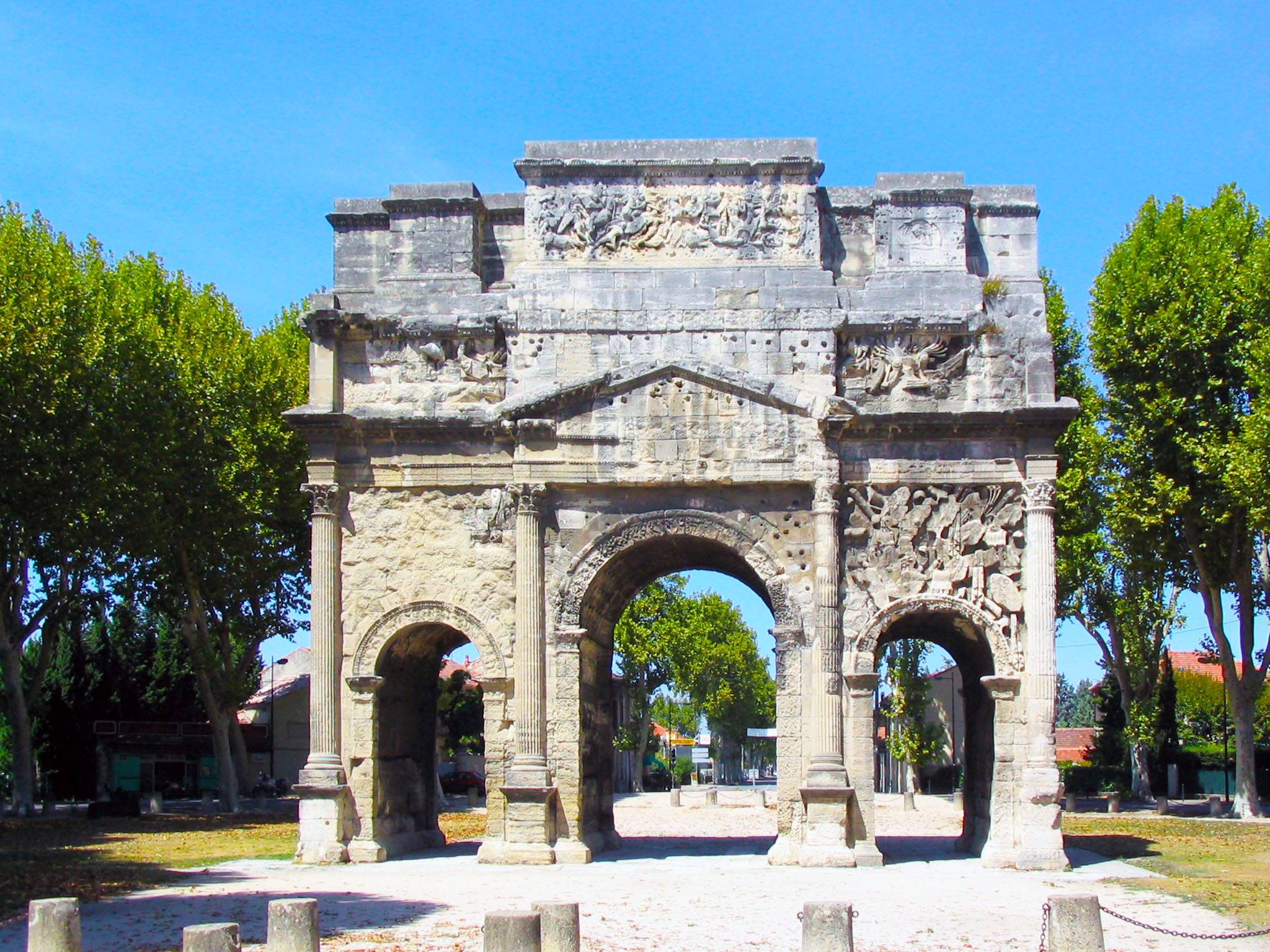
オランジュの凱旋門

オランジュの凱旋門は、かつてのアグリッパ街道（リヨンとアルルを結んでいた）の途上に、紀元前20年頃に建てられたものである。古代劇場や現市庁舎のある区画からは少し北に外れた場所にある。
刻まれたレリーフの中では、特にガリア人とローマ人の戦闘や戦利品などが描かれた北面の保存状態が良好である。

## 登録基準
この世界遺産は世界遺産登録基準のうち、以下の条件を満たし、登録された（以下の基準は世界遺産センター公表の登録基準からの翻訳、引用である）。
- (3) 現存するまたは消滅した文化的伝統または文明の、唯一のまたは少なくとも稀な証拠。
- (6) 顕著で普遍的な意義を有する出来事、現存する伝統、思想、信仰または芸術的、文学的作品と直接にまたは明白に関連するもの（この基準は他の基準と組み合わせて用いるのが望ましいと世界遺産委員会は考えている）。